# Стерьо Кранго
Стерьо Кранго с псевдоним Дучо (на македонска литературна норма: Стерјо Кранго – Дучо) е югославски партизанин и деец на НОВМ.

## Биография
Роден е на 29 август 1920 година в град Скопие. Учи за електротехник и водопроводчик. През август 1940 година влиза в ЮКП и в Местния комитет на СКМЮ за Скопие. На 22 август 1941 година влиза в Скопския народоосвободителен партизански отряд. Отрядът е разформирован на 30 октомври същата години. Между 27 април и 9 май 1942 година Кранго е съден от българските власти в Македония и осъден на смърт чрез обесване. Присъдата му е заменена с доживотен затвор, от който той бяга на 29 август 1944 година. После става член на Щаба на трета македонска ударна бригада и на четиридесет и втора македонска дивизия на НОВЮ. След Втората световна война влиза в структурите на ОЗНА и УДБА. Завършва Правния факулет в Скопие и става съдия. Носител е на Партизански възпоменателен медал 1941 година.